# Campeonato Asiático de Atletismo de 1983
A 5ª edição do Campeonato Asiático de Atletismo foi realizado de 3 a 9 de novembro de 1983 no Estádio Nacional de Kuwait, na cidade de Kuwait, no Kuwait. Foram disputadas um total de 38 provas, distribuídos entre masculino e feminino. Nessa edição não foi realizado a prova da maratona.

## Medalhistas

### Masculino
| Evento                  | Ouro                              | Ouro     | Prata                            | Prata    | Bronze                         | Bronze     |
| ----------------------- | --------------------------------- | -------- | -------------------------------- | -------- | ------------------------------ | ---------- |
| 100 metros              | Suchart Chairsuvaparb · Tailândia | 10.47    | Sumet Promna · Tailândia         | 10.52    | Mohammed Purnomo · Indonésia   | 10.60      |
| 200 metros              | Sumet Promna · Tailândia          | 21.39    | Mohammed Purnomo · Indonésia     | 21.64    | Chang Jae-Keun Coreia do Sul   | 21.70      |
| 400 metros              | Isidro del Prado · Filipinas      | 46.24    | Aouf Abdulrahman Yousef · Iraque | 46.74    | Mohamed Nordin Jadi · Malásia  | 46.76      |
| 800 metros              | Najem Abdullah Mutlaq · Kuwait    | 1:49.43  | Khalid Khalifa · Kuwait          | 1:49.97  | Wang Lung-Hua · Taipé Chinesa  | 1:49.98    |
| 1 500 metros            | Suresh Yadav · Índia              | 3:44.74  | Susumu Yoshida · Japão           | 3:45.67  | Najem Abdullah Mutlaq · Kuwait | 3:45.77    |
| 5 000 metros            | Zhang Guowei · China              | 14:07.72 | Raj Kumar · Índia                | 14:22.56 | Park Kyung-Duk Coreia do Sul   | 14:25.85   |
| 10 000 metros           | Zhang Guowei · China              | 29:45.41 | Park Kyung-Duk Coreia do Sul     | 30:04.89 | Mohammad Vojdanzadeh Irão      | 30:20.88   |
| 110 metros barreiras    | Wu Ching-Jing · Taipé Chinesa     | 13.90    | Yu Zhicheng · China              | 14.16    | Ahmed Hamada Jassim · Bahrein  | 14.24 (NR) |
| 400 metros barreiras    | Ahmed Hamada Jassim · Bahrein     | 49.43    | Shigenori Ohmori · Japão         | 50.69    | Lin Cheng-Jih · Taipé Chinesa  | 51.09      |
| 3 000 metros obstáculos | Hwang Wen-Cheng · Taipé Chinesa   | 8:54.85  | Hector Begeo · Filipinas         | 8:55.57  | Anokh Singh · Índia            | 9:05.80    |
| 4×100 metros estafetas  | China                             | 40.16    | Tailândia                        | 40.25    | Coreia do Sul                  | 40.60      |
| 4×400 metros estafetas  | Iraque                            | 3:07.98  | Índia                            | 3:11.02  | Filipinas                      | 3:11.09    |
| 20 km marcha            | Chand Ram · Índia                 | 1:30:14  | Zhang Fuzin · China              | 1:32:14  | Buta Singh · Índia             | 1:43:19    |
| Salto em altura         | Zhu Jianhua · China               | 2.31     | Qassim Mohammed · Iraque         | 2.10     | Chin Yi-Shik Coreia do Sul     | 2.05       |
| Salto à vara            | Zhang Chen · China                | 5.00     | Ku Chin-shui · Taipé Chinesa     | 4.80     | Sunder Singh Tanwar · Índia    | 4.50       |
| Salto em comprimento    | Liu Yuhuang · China               | 7.97     | Lee Bou-Chai · Taipé Chinesa     | 7.70     | Koji Umemoto · Japão           | 7.60       |
| Salto triplo            | Mai Guoqiang · China              | 16.25    | Yasushi Ueta · Japão             | 16.10    | Park Young-Jun Coreia do Sul   | 15.80      |
| Lançamento do peso      | Mohammed Al-Zinkawi · Kuwait      | 17.90    | Balwinder Singh · Índia          | 16.89    | Iqbal Singh · Índia            | 16.72      |
| Lançamento do disco     | Li Weinan · China                 | 55.40    | Ajmer Singh · Índia              | 52.30    | Nejim Abdulrazak · Kuwait      | 51.00      |
| Lançamento do martelo   | Xie Yingqi · China                | 65.78    | Masayuki Kawata · Japão          | 65.60    | Raghubir Singh Bal · Índia     | 60.52      |
| Lançamento do dardo     | Masami Yoshida · Japão            | 79.50    | Kazuhiro Mizoguchi · Japão       | 70.16    | Chen Hung-Yen · Taipé Chinesa  | 68.20      |
| Decatlo                 | Lee Fu-an · Taipé Chinesa         | 7641     | Ku Chin-shui · Taipé Chinesa     | 7438     | Takeshi Kojo · Japão           | 7277       |

### Feminino
| Evento                 | Ouro                             | Ouro    | Prata                          | Prata   | Bronze                           | Bronze  |
| ---------------------- | -------------------------------- | ------- | ------------------------------ | ------- | -------------------------------- | ------- |
| 100 metros             | Lydia de Vega · Filipinas        | 11.82   | Valapa Pinij · Tailândia       | 12.01   | Shen Su-Feng · Taipé Chinesa     | 12.07   |
| 200 metros             | Lydia de Vega · Filipinas        | 24.07   | P.T. Usha · Índia              | 24.68   | Mo Myung-Hee Coreia do Sul       | 24.72   |
| 400 metros             | P.T. Usha · Índia                | 54.20   | Junko Yoshida · Japão          | 54.65   | Lydia de Vega · Filipinas        | 55.66   |
| 800 metros             | Huo Lianzhu · China              | 2:08.92 | Im Chun-Sil · Coreia do Norte  | 2:09.20 | Geng Xiuquan · China             | 2:10.02 |
| 1 500 metros           | Geng Xiuquan · China             | 4:30.72 | Gao Suju · China               | 4:31.10 | Kim Lyong-Soon · Coreia do Norte | 4:31.13 |
| 3 000 metros           | Kim Lyong-Soon · Coreia do Norte | 9:39.64 | Kim Chun-Hwa · Coreia do Norte | 9:41.34 | Kim Soon-Hwa Coreia do Sul       | 9:47.19 |
| 100 metros barreiras   | Emi Sasaki (Akimoto) · Japão     | 13.63   | Liu Huajin · China             | 13.82   | Lin Yueh-Hsiang · Taipé Chinesa  | 14.04   |
| 400 metros barreiras   | Yoko Sato · Japão                | 59.89   | Chizuko Akimoto · Japão        | 59.95   | Agrifina de la Cruz · Filipinas  | 61.26   |
| 4×100 metros estafetas | Tailândia                        | 46.12   | Taipé Chinesa                  | 46.42   | Japão                            | 46.47   |
| 4×400 metros estafetas | Tailândia                        | 3:48.62 | Taipé Chinesa                  | 3:58.52 | Japão                            | 4:17.41 |
| Salto em altura        | Zheng Dazhen · China             | 1.84    | Ge Ping · China                | 1.84    | Kim Hee-sun Coreia do Sul        | 1.81    |
| Salto em comprimento   | Liao Wenfen · China              | 6.21    | Elma Muros · Filipinas         | 6.09    | Huang Donghuo · China            | 6.08    |
| Lançamento do peso     | Lu Cheng · China                 | 17.38   | So Bok-Hui · Coreia do Norte   | 14.61   | Woo Kyon-Sun Coreia do Sul       | 14.12   |
| Lançamento do disco    | Jiao Yunxiang · China            | 53.00   | Chun Hwa-Kyung Coreia do Sul   | 47.20   | Jeanette Ayoub · Líbano          | 37.06   |
| Lançamento do dardo    | Xin Xiaoli · China               | 53.48   | Lee Huei-Cheng · Taipé Chinesa | 42.48   | –                                | -       |
| Heptatlo               | Hisako Hashimoto · Japão         | 5486    | Ye Lianying · China            | 5394    | Chen Jin-Yun · Taipé Chinesa     | 5075    |

## Quadro de medalhas
| Ordem | País            | Medalha de ouro | Medalha de prata | Medalha de bronze | Total |
| ----- | --------------- | --------------- | ---------------- | ----------------- | ----- |
| 1     | China           | 16              | 6                | 2                 | 24    |
| 2     | Japão           | 4               | 7                | 3                 | 14    |
| 3     | Tailândia       | 4               | 3                | 0                 | 7     |
| 4     | Taipé Chinesa   | 3               | 6                | 6                 | 15    |
| 5     | Índia           | 3               | 5                | 5                 | 13    |
| 6     | Filipinas       | 3               | 2                | 3                 | 8     |
| 7     | Kuwait          | 2               | 1                | 2                 | 5     |
| 8     | Coreia do Norte | 1               | 3                | 1                 | 5     |
| 9     | Iraque          | 1               | 2                | 0                 | 3     |
| 10    | Bahrein         | 1               | 0                | 1                 | 2     |
| 11    | Coreia do Sul   | 0               | 2                | 9                 | 11    |
| 12    | Indonésia       | 0               | 1                | 1                 | 2     |
| 13    | Malásia         | 0               | 0                | 1                 | 1     |
| 13    | Irão            | 0               | 0                | 1                 | 1     |
| 13    | Jordânia        | 0               | 0                | 1                 | 1     |
| 13    | Líbano          | 0               | 0                | 1                 | 1     |
| Total | Total           | 38              | 38               | 37                | 113   |